# Municipio de San Miguel Suchixtepec
El municipio de San Miguel Suchixtepec es uno de los 570 municipios que conforman al estado mexicano de Oaxaca. Pertenece al distrito de Miahuatlán, dentro de la región sierra sur. Su cabecera es la localidad homónima.

## Geografía

### Límites municipales
Tiene límites administrativos con los siguientes municipios y/o accidentes geográficos, según su ubicación:
|                            | Norte: San Mateo Río Hondo | Nordeste: Santa María Ozolotepec |
| Oeste: San Mateo Río Hondo |                            | Este: San Marcial Ozolotepec     |
|                            | Sur: San Pedro el Alto     |                                  |

### Fisiografía
El municipio pertenece a la subprovincia de la cordillera costera del sur, dentro de la provincia de la Sierra Madre del Sur. Una porción de su territorio lo constituye el sistema de topoformas de la sierra alta compleja y otra la sierra de cumbres tendidas. El relieve predominante es de montaña.

### Hidrografía
San Miguel Suchixtepec se relaciona con la subcuenca del río Copalita y otros, perteneciente a la región hidrológica de Costa de Oaxaca-Puerto Ángel. Su principal afluente es el río San Miguel.

## Clima
El clima del municipio es templado subhúmedo con lluvias en verano, o bien semicálido húmedo con abundantes lluvias en verano. El rango de temperatura promedio es de 16 a 18 grados celcius, el máximo promedio va de 22 a 24 grados y el mínimo promedio es de 6 a 8 grados. El rango de precipitación media anual es de 1200 a 1500 mm y los meses de lluvia son de mayo a abril.